# Rai 4

Logo bis Mai 2010

Rai 4 ist das vierte Programm der RAI und ging am 14. Juli 2008 um 21:00 Uhr mit dem Spielfilm Elephant auf Sendung. Es kann über das terrestrische Digitalfernsehen sowie als Livestream über die Rai Webseite empfangen werden. Rai 4 richtet sich an ein jugendliches Publikum zwischen 15 und 35 Jahren.

## Geschichte
Am Anfang zeigte Rai 4 nur US-amerikanische Filme und Realitys wie L'isola dei famosi und X-Factor von Rai 2. Seit Herbst 2009 zeigt Rai 4 auch unzensierte Anime-Serien. Am 18. April 2010 wurde das Logo von Rai 4, wie bei allen Sender von Rai, völlig neu gestaltet. Seit Januar 2011 verzichtet man, wie bei allen anderen Rai-Programmen, auf den Schmetterling, der jahrzehntelang das Symbol der Rai war.

## Programmsendungen

### Serien (Auswahl)
- Blog - il meglio della rete più il peggio della televisione
- Bella ciao
- Il Male cabaret
- La situazione comica
- L'isola dei famosi - Inside the story
- Sugo - sessanta minuti di gusto e disgusto
- Vite re@li
- Assatirati
- Maddecheao': come secernere agli esami
- Wonderland
- 30 Rock
- 4400
- 90210
- Alias
- Ancora una volta
- Angel
- A proposito di Brian
- Battlestar Galactica
- Being Erica
- Beverly Hills 90210
- Blossom
- Breaking Bad
- Britannia High
- Brothers & Sisters
- Caprica
- Crash
- Day Break
- Dead Like Me
- Dead Zone
- Desperate Housewives
- Doctor Who
- Dream On
- Eureka
- Felicity
- Fisica o chimica
- Flashpoint
- Harper’s Island
- Haven
- Hidden Palms
- High School Team
- The Invisible Man
- L'incredibile Hulk
- L'uomo da sei milioni di dollari
- La Leggenda di Bruce Lee
- Life Unexpected
- Life on Mars
- Lost
- Mad Men
- Medium
- Melrose Place
- Millennium
- Misfits
- New York Undercover
- Numb3rs
- One Tree Hill
- Primeval
- Roma
- Roswell
- Sanctuary
- Six Degrees - Sei gradi di separazione
- Sports Night
- Star Trek (serie classica)
- Stingers
- Streghe
- Supernatural
- Swingtown
- Taken
- The Cleaner
- The Eleventh Hour
- The Lost World
- The Middleman
- Underbelly
- Warehouse 13
- Watch Over Me
- Weeds

### Anime
- Ano Hi Mita Hana no Namae o Bokutachi wa Mada Shiranai.
- Aria The Animation
- Aria The Natural
- Code Geass
- Dennou Coil
- Ergo Proxy
- Eureka Seven
- Lovely Complex
- Mawaru Penguindrum
- Nana
- Noein
- Planetes
- Psycho-Pass
- Puella Magi Madoka Magica
- Romeo x Juliet
- Soul Eater
- Special A
- Steins;Gate
- Sword Art Online
- Suzumiya Haruhi no Yūutsu
- Tengen Toppa Gurren Lagann
- Tokyo Magnitude 8.0
- Toradora!
- Welcome to the NHK